# Клинг, Кайса
Кайса Клинг (швед. Kajsa Kling; род. 25 декабря 1988, Оре) — шведская горнолыжница. Призёр этапа Кубка мира, участница двух Олимпийских игр.

## Карьера
В международных стартах Клинг выступает с декабря 2003 года. С 2005 года выступала в европейском Кубке, а в январе 2007 года дебютировала в Кубке мира. В своём первом старте в карьере — скоростном спуске в Альтенмаркте она показала скромный 64-й результат. Кайса приняла участие в домашнем чемпионате мира 2007 года, но и в скоростном спуске, и в гигантском слаломе не смогла добраться до финиша.
На Олимпиаде в Ванкувере Клинг выступала только в гигантском слаломе и заняла в нём 26-е место.
В начале постолимпийского сезона 2010/11 шведка получила тяжёлую травму колена на этапе в Земмеринге и была вынуждена пропустить почти весь сезон. После возвращения в Кубок мира Клинг долго не могла вернуть себе форму. Так в сезоне 2011/12 она всего трижды попадала в число тридцати сильнейших горнолыжниц, а в следующем сезоне — и вовсе дважды.
В сезоне 2013/14 Клинг выступила значительно успешнее. Она несколько раз пробивалась в десятку сильнейших, а на этапе в Санкт-Морице впервые попала на подиум в супергиганте, став второй. На Олимпиаде в Сочи шведка выступила в трёх дисциплинах, но не смогла пробиться даже в десятку сильнейших.

## Кайса Клинг на зимних Олимпийских играх
| Олимпийские игры | Скоростной спуск | Супергигант | Гигантский слалом | Слалом | Комбинация |
| ---------------- | ---------------- | ----------- | ----------------- | ------ | ---------- |
| 2010 Ванкувер    | —                | —           | 26                | —      | —          |
| 2014 Coчи        | 23               | DNF         | 18                | —      | —          |